# 難解
| ウィキペディアには「難解」という見出しの百科事典記事はありません（タイトルに「難解」を含むページの一覧/「難解」で始まるページの一覧）。 代わりにウィクショナリーのページ「難解」が役に立つかもしれません。 |